# كاميلو مويا
كاميلو مويا (بالإسبانية: Camilo Moya)‏ هو لاعب كرة قدم تشيلي في مركز الوسط، ولد في 1998 في سانتياغو في تشيلي. لعب مع نادي أونيفرسيداد دي تشيلي.